# Onosma lanceolatum
Onosma lanceolatum är en strävbladig växtart som beskrevs av Pierre Edmond Boissier och Hausskn. Onosma lanceolatum ingår i släktet Onosma och familjen strävbladiga växter. Inga underarter finns listade i Catalogue of Life.